# Poropuntius speleops
Poropuntius speleops é uma espécie de peixe actinopterígeo da família Cyprinidae.
Apenas pode ser encontrada na Tailândia.